# Malaatdehydrogenase
Het malaatdehydrogenase (afgekort tot MDH) is een enzym in de citroenzuurcyclus dat de omzetting van malaat in oxaalacetaat katalyseert (met behulp van NAD+) en vice versa (dit is een reversibele reactie). Malaatdehydrogenase moet niet verward worden met het gelijknamige decarboxylerende enzym malaatdehydrogenase, dat de omzetting van malaat tot pyruvaat katalyseert, met verbruik van NADP+.

## Biochemische functies
Malaatdehydrogenase is ook betrokken bij de gluconeogenese, de synthese van glucose uit kleinere moleculen. Pyruvaat in de mitochondriën wordt door het pyruvaatcarboxylase omgezet in oxaalacetaat, een intermediair in de citroenzuurcyclus. Om het oxaalacetaat uit de mitochondriën te transporteren wordt het door malaatdehydrogenase gereduceerd tot malaat. Dit malaat kan probleemloos het binnenste mitochondrale membraan passeren. Eénmaal het malaat zich in het cytosol bevindt, wordt het door malaatdehydrogenase opnieuw geoxideerd tot oxaalacetaat. Uiteindelijk wordt het oxaalacetaat door fosfoenolpyruvaatcarboxykinase omgezet tot fosfoenolpyruvaat.